# Historia de Cerreto Sannita
La historia de Cerreto Sannita comprende una serie de eventos que le ha dado interés al territorio ciudadano desde el neolítico. Son tres los asentamientos urbanos que unieron a la población local en diferentes épocas: Cominium Ocritum (nombre posteriormente vulgarizado a Cominium Cerritum), aldea sannita referido a Tito Livio, durante los acontecimientos de la segunda guerra púnica; la vieja Cerreto, construida después de las invasiones sarracenas y destruida con el terremoto del 5 de junio de 1688, y finalmente la actual Cerreto Sannita, edificada entre 1688 y el 1696, por el proyecto del ingeniero real, Juan Bautista Manni y por orden del conde Marzio Carafa, de su hermano Marino Carafa y del obispo Juan el Bautista de Bellis. Sede obispal del siglo XVI, fue del 1151 al 1460 feudo de los Sanframondo, para volverse posteriormente una posesión de los Carafa que la fundaron como «CIVITAS TOTIUS SUPERIORIS SIDO METROPOLIS» (ciudades capitales del condado superior). Las grandes riquezas procedentes de las industrias y del comercio de la lana contribuyeron a crear una fuerte clase social mercantil que aguantó durante siglos los continuos abusos de los feudos.

## De la Antigüedad al Medioevo

### Los hallazgos prehistóricos y la aldea de Cominium Ocritum o Cerritum
El territorio comunal de Cerreto Sannita fue habitado hasta la prehistoria, como atestiguan los resultados de algunas excavaciones arqueológicas realizadas a finales del siglo XIX, en los alrededores de la morgia Sant'Ángel o «Leonessa». En la primera excavación, fue encontrado un sarcófago hecho de bloques con recubrimiento gris, en el cual había interior una lanza de bronce, trozos de madera quemada, fragmentos de huesos, un hacha, puntas de lanza y un vaso cinerario, colocado en una esquina del sarcófago. En la siguiente excavación, dirigida por el antropólogo Abele De Blasio en 1896, encontraron: una punta de lanza de silíce de color claro; un rascador; fragmentos de huesos de Bos taurus, de Ovis aries y de Sus scrofa; fragmentos de piezas trabajadas a mano, pero escasamente cocidos. También descubrieron los restos de un horno arcaico, que confirma la tesis de que el hombre neolítico sabía preparar, manipular y cocinar la arcilla.
El historiador romano, Tito Livio, en sus escritos citó la aldea sannita de Cominium Ocritum, conquistado por Annone, general de Aníbal, durante la segunda guerra púnica. El nombre de Cominium Ocritum fue vulgarizado después a Cominium Cerritum. Según otro historiador clásico, Polibio, fue el célebre comandante cartaginense Aníbal que conquistó estas tierras. Después de haber pasado los Alpes nevados y haber derrotado a los romanos cerca de Trasimeno,  216 a. C., estuvo en los Apeninos y, después llegó a Sannio, «atravesó los barrancos del Monte Eribiano, acampando cerca del río Volturno, que divide en dos a la llanura». Así pues Polibio narra que Aníbal, después de haber atravesado los barrancos del río Titerno, el cual todavía existe entre el monte Erbano y el monte Cisne en Cerreto Sannita, se estableció en la llanura, donde atacó a la ciudad romana de Telesia.
La aldea de Cominium se encontraba sobre la cima del monte Cisne y se extendía probablemente a la actual localidad de Madonna della Libera, donde todavía se pueden ver los restos de la base del templo de Flora, diosa de la primavera.
Un documento escrito que respalda la tesis de la existencia de un asentamiento sannita-romano, en la zona donde están situados los restos del templo, deriva de un documento del notario cerretese, Mario Capella de 1593 , que evidencia como en aquella época los cerretesis, se conservaba todavía el recuerdo del «país de la Roca del Cisne», correspondiente a la aldea sannita-romana,  que se encontraba en la zona comprendida entre el templo y la "Roca" del monte Cisne (la parte final de la montaña).
En los años treinta del siglo XX , el historiador local Silvestro Mastrobuoni, hizo un reconocimiento del monte Cisne para la investigación de las ruinas arqueológicas. Sobre el monte encontró y fotografió «piezas de tufo que debieron de haber formado parte de una habitación» y, en el lado septentrional del monte, «donde se divisa una especie de depósito se dieron cuenta de una cisterna y de rastros de muros antiguos».
Otros testimonios de la época romana, son algunas monedas antiguas de plata encontrada a mediados del siglo XX sobre el monte Cisne y el denominado puente de Aníbal, donde según la leyenda, pasó el comandante cartaginense con sus elefantes para esconder su botín de guerra.
Cominium, a la caída del Imperio romano de Occidente, se volvió una colonia de Telesia e hizo parte de su gastaldato (una circunscripción administrativa gobernada por un funcionario).
Los lombardos, alrededor al año 700 transformaron la gruta de la morgia Sant'Ángel en una capilla dedicada al Arcángel San Miguel. Según algunos historiadores, la gruta de la leonessa «debe su origen al constituir una base de iniciación ritual, basado en el culto micaélico, después de la obra antidolatrica svolta de los obispos de Benevento Barbato, y de Capua Decoro».

### El nacimiento de Cerreto antigua

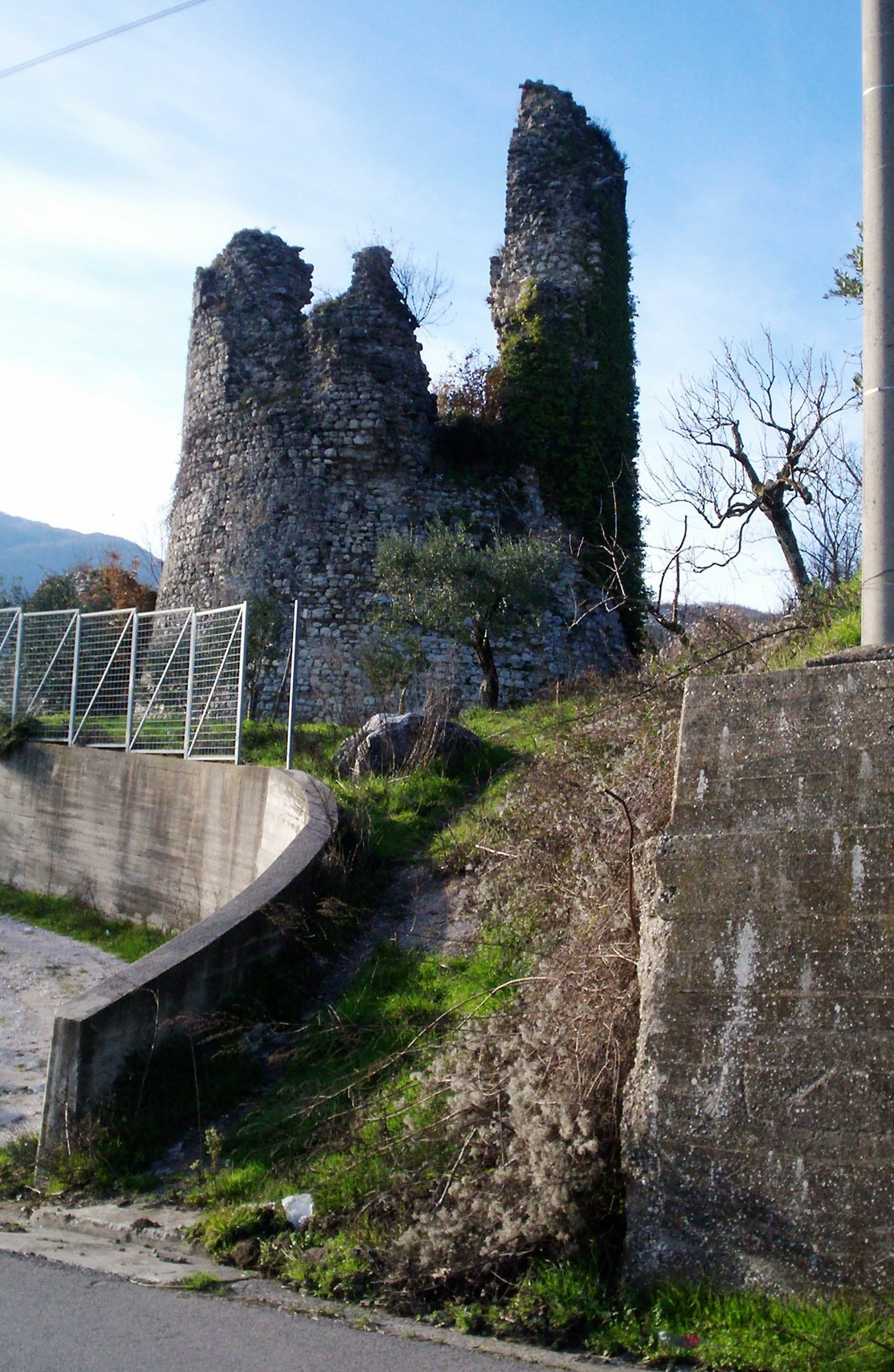
Las ruinas de torres medievales, uno de los pocos restos visibles del Cerreto antiguo.

La opinión difundida entre los históricos es que Cominium fue arrastrada por los sarracenos - que entre 846 y 847, destruyeron Telesia - y que los sobrevivientes de Cominium junto con algunos telesinos fundaron un nuevo centro habitado en una localidad más segura.
El nuevo poblado, llamado inicialmente Cerrito, indica a los historiadores la denominada Cerreto antigua o vieja Cerreto para distinguirla de la nueva Cerreto, la actual, fue reconstruida después del terremoto del 5 de junio de 1688.
El primer documento que cita a la aldea, es un diploma que remonta al X siglo. En este certificado del año 972, del emperador Oton II de Sajonia, confirmaba la posesión de la iglesia de San Martino de Cerreto a la abadesa Gregorio de Santa Sofia en Benevento. Esta donación vino ratificada sucesivamente en 1022 y respectivamente a los emperadores Enrique II el Santo y Conrado II , y en 1088 al papa Gregorio VII.
Cerreto antigua estaba situada cerca del actual centro habitado, sobre una colina amplia que roza ambos lados de los arroyos Turio y Cappuccini. Ceñida muros fuertes, tenía cuatro puertas de acceso distribuidas en tres (puertas de Sant'Antonio, de Suso y del Ulmo) al sur-este y la puerta Gaudiana al suroeste. En la cima estaba el castillo de los Sanframondo, rodeado de un foso, y sobre el cual se asomaban ampliamente dos iglesias, una dedicada a San Antonio y la otra a la Madre de Dios con anexos, respectivamente, el convento de los padres conventuales y el monasterio de las clarisas. En el centro de la ciudad estaba la universidad de San Martino y la iglesia de Santa Maria en Capite Foris que se asomaba sobre una amplia plaza, sede de actividades económicas y de oficinas públicas. En los alrededores de la puerta de Suso se irguió en cambio el torrione, del cual todavía hoy quedan las ruinas, y que funcionaba de cárcel.
Una calle, la vía Telesina, unía a Cerreto antigua con Telesia.
En 1325, Cerreto antigua era una de las aldeas más pobladas del área, contando con 105 fuegos (familias) y 525 habitantes. Las aldeas vecinas de Guardia Sanframondi y Cusano Mutri, tenían120 y 150 habitantes, respectivamnete.

### Condes en Sanframondo
En el siglo XII, con la conquista normadna del sur de Italia, el país junto con las aldeas vecinas, se volvieron posesión de Raone, primer conde de Cerreto Sannita de la casa de los Sanframondo (o Sanframondi), que gobernaron estas tierras hasta la mitad del XV siglo. En un certificado de 1151, fue conde de Cerreto Guglielmo I Sanframondo, hijo de Raone, el cual lo sucedió el hijo de Guglielmo II. En la segunda mitad del siglo XII, hizo varias donaciones a iglesias y monasterios de la zona.
Fue gracias a la lenta decadencia de Telesia, y al particular terremoto del 1349, que Cerreto adquirió un papel importante en la zona, desde el punto de vista económico, comercial y demográfico. El sismo de 1349 perjudicó el suelo telesino, dando origen a gases asfixiantes. Los sobrevivientes, para evitar la muerte a causa de la malaria y de otras enfermedades mortales, se transfirieron en los centros más cercanos, como Cerreto, Solopaca y San Salvatore Telesino. También los obispos abandonaron Telesia y vagaron en diferentes diócesis, buscando una morada estable, la cual encontraron hasta el siglo XVI en Cerreto.
En 1369 Francesca Sanframondi fundó el monasterio de las clarisas. Según los Rotondi, Francesca era hija de Juan III, conde de Cerreto, de 1285 a 1319, mientras que, según el Marrocco, esta era hermana del conde Giovanni e hija de Leonardo Sanframondi.
En 1480, Cerreto conquistó el título de ciudad, concedida por los reyes de Nápoles por qué:
El dominio de los Sanframondo tuvo final en 1460, cuando el conde Giovanni se rebeló sin éxito contra los aragoneses.

## Edad Moderna

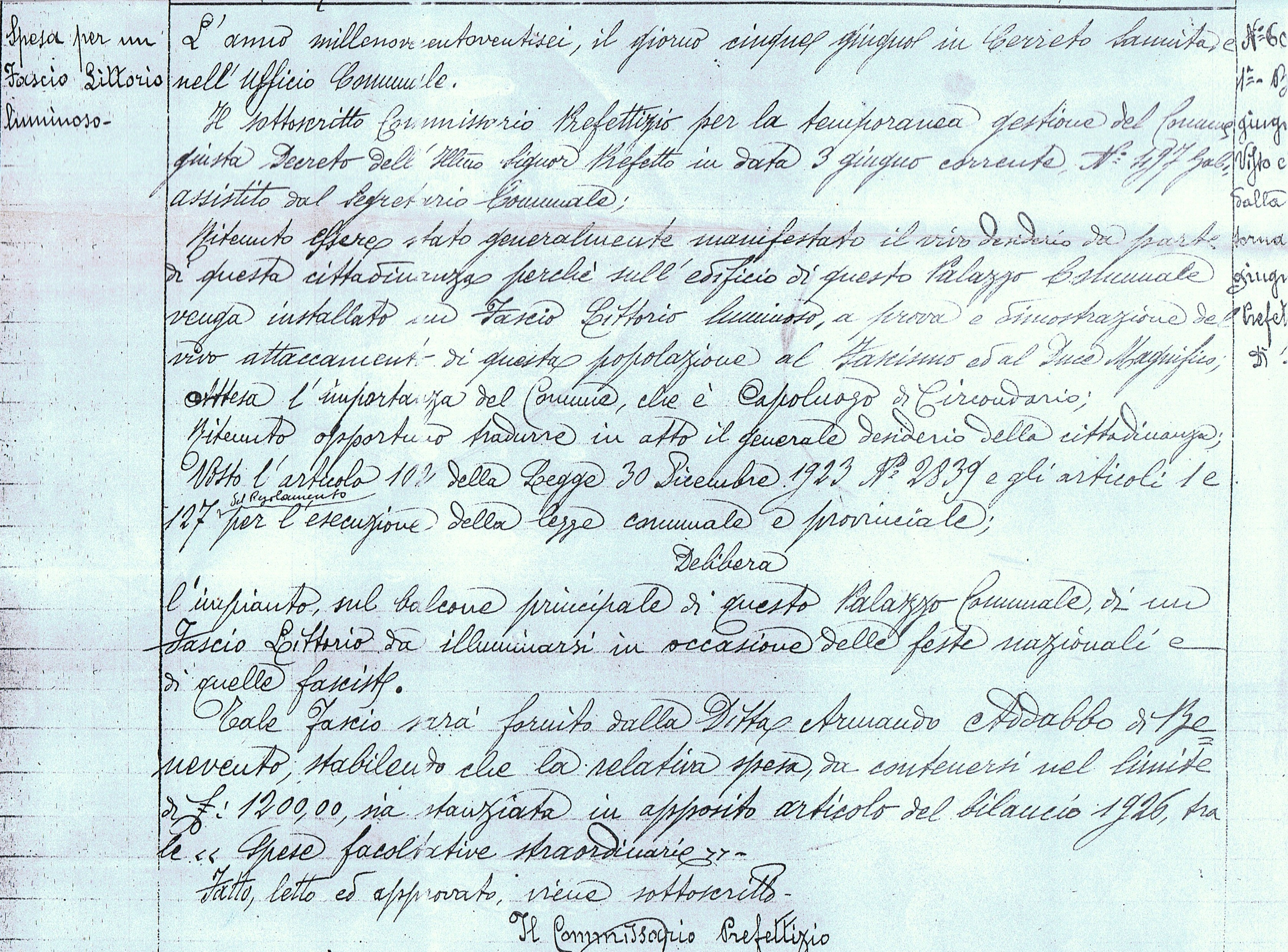
Resolución del Comisario Prefectural del Municipio de Cerreto Sannita que establece la instalación de una fachada luminosa en el edificio municipal (Archivo Municipal de Cerreto Sannita).

### Los condes Carafa y los Statuti de 1541
Devuelto el feudo cerretese a la Regia Corte, el rey Ferdinando I de Nápoles, lo cedió el 9 de enero de 1483 a Diomede I Carafa. Bajo su mando y del padre Antonio, apodado Malicia, contribuyeron a las conquistas aragonesas al sur de Italia. Diomede fue así pues, el primer conde de Cerreto Sannita de la casa de los Carafa.
Los condes Carafa, mantuvieron a la ciudad y a sus feudos por más de tres siglos. Sin embargo, la abolición del feudalismo en 1806, proclamaó a Cerreto: CIVITAS TOTIUS SUPERIORIS SIDO METROPOLIS (ciudad capital del condado superior). El condado inferior de los Carafa tenía como capital a Maddaloni.
Entre los condes Carafa, cabe destacar a Diomede V , que se vio implicado en la rebelión de Masaniello, y sus hijos Marzio Carafa y Marino Carafa, los cuales, tuvieron un papel determinante en la reconstrucción de la ciudad, después del sismo del 1688.
Las numerosas disputas entre los feudos de Carafa y los ciudadanos, llevarona al conde Diomede III Carafa , en 1541, a conceder los Statuti, una colección de normas que comprendían disposiciones de legislación penal, civil, procesal, administrativo, de higiene, de impuestos y de alimento. Estos fueron escritos en latín, mientras que las siguientes gracias o aprobaciones, fueron redactadas ordinariamente, con diversas frases en napolitano.
Con la aprobación de los estatutos, se reconoció a los cerreteses, el derecho a administrarse independientemente en el ámbito de las Universitas (administración comunal de la época). Esta estaba administrada y representada por cuatro elegidos (de los cuales, al menos uno era licteratus) y de doce consejeros, renovados a mediados de cada año, seguido de elecciones por aparte del pleno concilio, formado por todos los jefes de familia, sin importar la clase.
El conde era en cambio representado - porque residía en Nápoles - por un gobernador general o vizconde, que defendía sus intereses, administraba la justicia y comandaba a un equipo de policía.

## Note
1. ↑  Leonessa, p. 11.
2. ↑  Livio, Ab urbe condita, XXV.14
3. ↑  Polibio, Storie, Lib.
4. ↑  Chiesa, p. 88.
5. ↑  Sanniti, p. 99.
6. ↑  Mazzacane, p. 28.
7. ↑  Vigliotti, p. 19.
8. ↑  Mazzacane, p. 27.
9. ↑  Mazzacane, capp. V e VII.
10. ↑  Referencia vacía (ayuda)
11. ↑  Renato Pescitelli, La Chiesa di Santa Maria Assunta in Cerreto Sannita, estratto da Rivista Storica del Sannio, II-2004, p. 10.
12. ↑  Pacifico Cofrancesco, Massa, l'inizio di una storia, in Annuario 2012, A.S.M.V. editrice, Piedimonte Matese, p. 67.
13. ↑  Mazzacane, p. 35.
14. ↑  Nicola Rotondi, Del monastero di S. Maria Madre di Cristo di Cerreto: ragionamento, manoscritto inedito del 1844 conservato presso gli archivi del dr.
15. ↑  Dante Marrocco, Sulla genealogia dei Sanframondo, Grafiche Grillo, 1971.
16. ↑  Mazzacane, p. 59.
17. ↑  Mazzacane, p. 91.

- Datos: Q3974249